# Kanto (personaggio)
Kanto, il cui vero nome è Iluthin, è un personaggio dei fumetti creato da Jack Kirby nel 1972, pubblicato dalla DC Comics.

## Storia del personaggio
Iluthin era un allievo tredicenne di Buona Nonnina che venne mandato in esilio sulla Terra (al tempo del Rinascimento) per il furto di armi appartenenti a Kanto-13, l'allora assassino al servizio di Darkseid (non per il furto in sé, ma per il fatto di essere stato scoperto). Dopo aver ucciso Kanto-13 Iluthin è diventato il nuovo assassino personale del signore di Apokolips Darkseid, con il nome di Kanto.

## Altri media
Kanto è apparso nelle seguenti serie animate:
- Superman, nell'episodio La borsa valori di Metropolis, doppiato da Michael York.
- Justice League Unlimited, nell'episodio Il sopravvissuto, doppiatore non accreditato.